# 鉄道公報
鉄道公報（てつどうこうほう）は、日本の国有鉄道における業務上の命令等を伝達するために、国有鉄道当局が発行した官報に相当するものである。狭義には、帝国鉄道庁・鉄道院・鉄道省・日本国有鉄道が発行した『鉄道公報』という題号のものを指し、広義には、運輸通信省発行の『運輸通信公報（運輸版）』、運輸省発行の『運輸公報』等を含む。
日本国有鉄道の『鉄道公報』は日曜日、祝日、年末年始等を除く毎日発行され、国鉄内外の関係各所に配布されるとともに、それ以外の希望者には有償で頒布されていた。発行者は総裁室文書課長であった。1958年（昭和33年）ごろの発行部数は約32,000部であった。1949年（昭和24年）6月1日の国鉄発足の日に第1号が発行され、分割民営化前日の1987年（昭和62年）3月31日の第11207号をもって廃刊となった。

## 内容
『鉄道辞典』によると、1958年（昭和33年）頃には『鉄道公報』は次の12欄に分かれていた。また必要に応じて号外や付録が発行された。
1. 詔書
2. 法令（法律・政令・省令で、国鉄に関係するもの）
3. 告示（各省大臣・各庁の長官が発する告示で、国鉄に関係するもの）
4. 公示（国鉄総裁が発する公示）
5. 訓令（各省大臣・各庁の長官が発する訓令で、国鉄に関係するもの）
6. 達（国鉄総裁が発する達）
7. 訓示（国鉄総裁の訓示）
8. 辞令（叙位叙勲、指定職員等の辞令）
9. 賞罰（表彰、懲戒等であって特に掲載の必要があるもの）
10. 通達（通達・依命通達であって特に掲載の必要があるもの）
11. 通報（規程類の施行上の指示その他執務上の注意を要する事項）
12. 雑件（統計類その他であって特に掲載の必要があるもの）

「公示」は『鉄道公報』だけでなく『官報』にも掲載された。駅の新設・廃止の件は「公示」の形式で行われ、一方、仮乗降場・信号場・信号所・連絡所・操車場の設置・廃止、車両の入籍・廃車の件は「達」の形式で行われた。

## 歴史
日本の国有鉄道当局が発行する公報は、次の表のような変遷をたどった。
| 期間                            | 期間 | 期間                                | 発行元                    | 題号                       |
| ------------------------------- | ---- | ----------------------------------- | ------------------------- | -------------------------- |
| 1897年（明治30年）9月1日        | ―    | 1904年（明治37年）11月30日          | 鉄道作業局                | 『運輸日報』               |
| 1904年（明治37年）12月1日       | ―    | 1907年（明治40年）3月30日           | 〃                        | 『鉄道作業局報』           |
| 1907年（明治40年）4月1日        | ―    | 1908年（明治41年）12月4日           | 帝国鉄道庁                | 『鉄道公報』               |
| 1908年（明治41年）12月5日 第1号 | ―    | 1920年（大正9年）5月17日 第2325号   | 鉄道院                    | 〃                         |
| 1920年（大正9年）5月17日 第1号  | ―    | 1943年（昭和18年）10月31日 第5033号 | 鉄道省                    | 〃                         |
| 1943年（昭和18年）11月1日 第1号 | ―    | 1945年（昭和20年）5月18日 第437号   | 運輸通信省                | 『運輸通信公報（運輸版）』 |
| 1945年（昭和20年）5月19日 第1号 | ―    | 1949年（昭和24年）5月31日 第1003号  | 運輸省                    | 『運輸公報』               |
| 1949年（昭和24年）6月1日 第1号  | ―    | 1987年（昭和62年）3月31日 第11207号 | 日本国有鉄道 総裁室文書課 | 『鉄道公報』               |

『運輸日報』は、発行の事実が資料上確認できるものの、現存していることは確認されていない。
1946年（昭和21年）5月11日の紙面から、従来の漢字・片仮名交じりの表記が漢字・平仮名交じりの表記に改められ、1951年（昭和26年）4月1日の紙面から、従来の縦書きが横書きに改められた。
1964年（昭和39年）8月１日の紙面から、トップページに目次が追加された。

## 所蔵図書館・博物館
鉄道公報を所蔵し、一般人の閲覧にも供している図書館・博物館としては、次のものがある。
- 国立国会図書館・・戦後分の公報本体のみ
- 鉄道博物館ライブラリー・・閲覧はマイクロフィルム化しており事前予約制
- 京都鉄道博物館図書資料室・・付随する出版物も所蔵
- 北海道立図書館・・鉄道作業局報明治37年12月分、帝国鉄道庁鉄道公報1~418号、鉄道院鉄道公報398~2325号、鉄道省鉄道公報1~636・788~3885・4186~5033号、運輸通信公報2~348号、運輸公報121~1003号、日本国有鉄道鉄道公報1~3285号

北海道立図書館が所蔵するものは、鉄道友の会北海道支部の富樫俊介が寄贈したものである。富樫は、1960年（昭和35年）ごろ、札幌鉄道管理局から鉄道公報や札幌鉄道管理局報を譲り受け、整理・保管していたが、1985年（昭和60年）ごろ、これを道立図書館に寄贈した。
京都鉄道博物館を運営する交通文化振興財団は現在、鉄道公報のデジタル化を進めている。

## その他
- 鉄道公報とは別に、各地の鉄道管理局は鉄道管理局報を発行していた。北海道立図書館では札幌鉄道管理局報を閲覧することができる。